# 3751-es busz
A 3751-es jelzésű autóbuszvonal Miskolc, Bükkaranyos, Harsány, Kisgyőr és Mocsolyástelep között húzódó regionális vonal, amelyet a MÁV Személyszállítási Zrt. üzemeltet.

## Útvonala
A nap 840-től 2040-ig terjedő időszakában kétóránként a miskolci Tiszai pályaudvarról indul. A régió legnagyobb vasútállomását a Baross Gábor úton hagyja el a miskolci villamoshálózat síneivel egyvonalban, megkerülve a selyemréti strandfürdőt, azután a Bajcsy-Zsilinszky úton halad a Soltész Nagy Kálmán utcai jelzőlámpás csomópontig, ahol kisiet a 3-as főútra, annak Zsolcai kapui szakaszára, melyen eléri Borsod-Abaúj-Zemplén megye legnagyobb buszpályaudvarát.
Több másik járata a miskolci autóbusz-állomásról indul. A 3-as főúton kezdi el útját Mezőkövesd felé, odairányban a főúton, a Vörösmarty városrészen és a Szilágyi Dezső úton, visszirányban a Csabai kapun, a Corvin utcán, valamint a Belvároson át közlekedik, melyek a város egyik jelentősebb csomópontjában, a miskolctapolcai elágazásnál érnek össze, ahonnan a miskolci Egyetemváros és Miskolctapolca érhető el. Hejőcsaba és Görömböly városrészeiből műszakváltás idején kitérést tesz Miskolc Déli Ipari Parkjához, ahol többekközött a Joyson Safety Systems magyarországi vállalata is elhelyezkedik. A 304-es főút menti kitérés után hagyja el a várost.
A 3751-es buszok a Bükkalja három, délkeletre fekvő települését járják be. Elsőnek Miskolc Görömböly városrészének déli részén indul neki a Pingyom megmászásának. Itt a tengerszint-feletti magasság szerint 134 méteren tartózkodik, majd 1600 méter táv után 215 méteren terem, azaz 80 méteres szintkülönbséget visz végbe. Pingyom(tető) helyet adott egykor a Magyar Néphadsereg egyik rakétaezredének a kiváló természeti adottságok, illetve a jó látási viszonyok okán, Miskolcra kiváló látvány nyúlik innen. Az üdülőterületen több száz nyaraló fekszik, illetve az évek során kertszövetkezetek alakultak ki, valamint építőipari tevékenységet végzők is előszeretettel vannak a dűlőn. A fák ölelésében vendégházak bújnak meg, ahol az első település elágazásához, a bükkaranyosihoz ér. Innen 600 méterre található a falu kezdete és még innen 2,5 kilométert halad észak-déli irányban, a Kulcsár-völgyi-patak kanyarulatai között. Bükkaranyosból Emőd felé is közút vezet – amerre a falunak egy kisteljesítményű szélerőműve van –, de arra a 3750-es buszok alig pár járata közlekedik, így innen Miskolc azon az útvonalon is elérhető.
Tovább a 2515-ös mellékúton sűrű erdős részen találja magát, a bükkaranyosi és a kisgyőri elágazás között alig másfél kliométer van. Azonban következőnek egy tágasabb vidéken, névszerint Harsány belterületén tartózkodik, a 2000 lelket számláló község terül ki a legnagyobb területen a három település közül. Harsány tagja az Eger–Laskó–Csincse-vízrendszernek, hiszen a Csincse-patak keresztülfolyik a központon. Saját víztározóval rendelkezik, ami egyébként egyben horgásztava is, illetve több közintézménynek ad otthont, buszfordulója a temploma, illetve gyógyszertára közelében van. 2024. decembere óta tömegközlekedésileg nem zsákfalu.

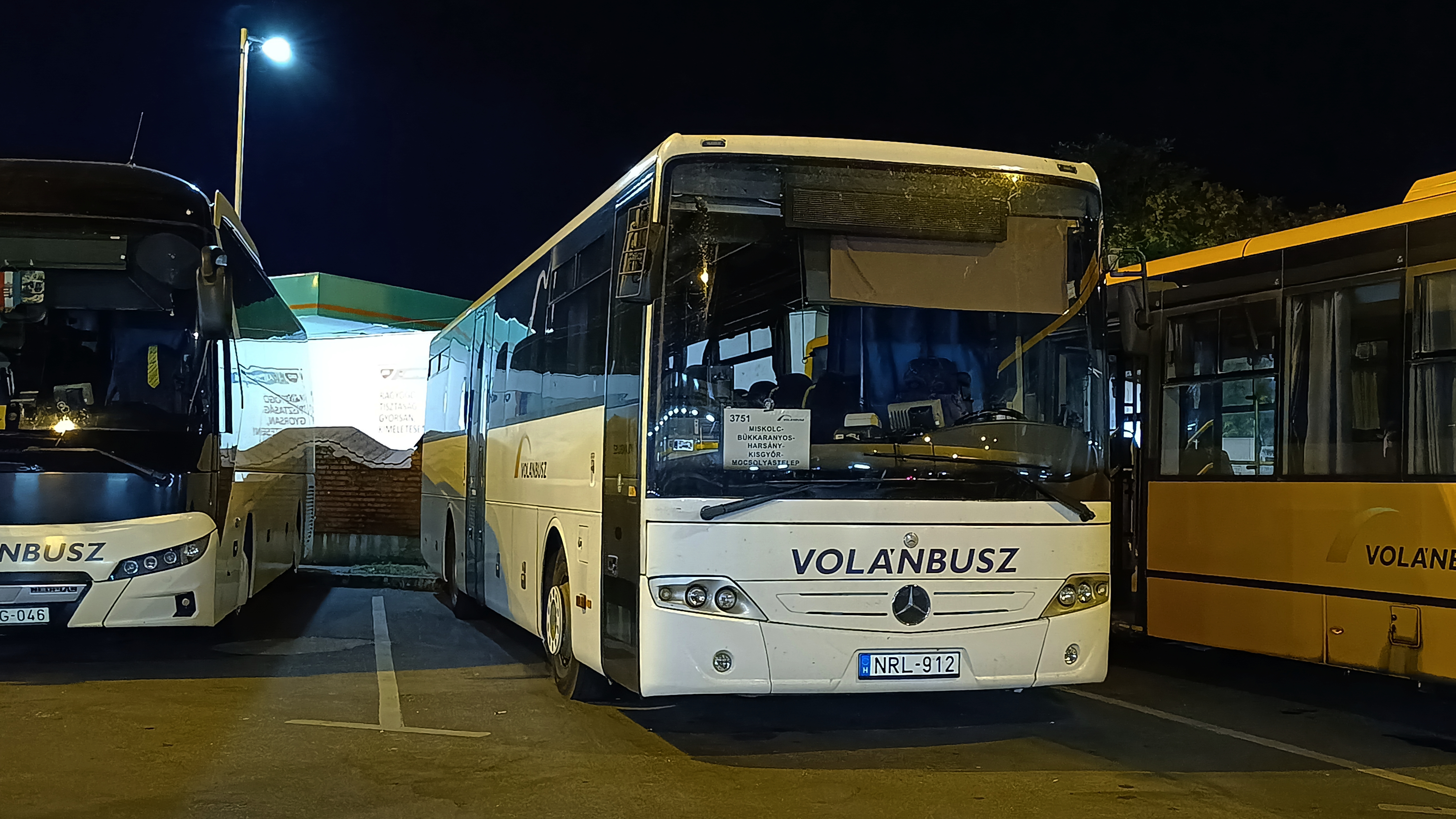
A nap utolsó járata

Végül a 25 117-es mellékúton a vonal végállomására, Kisgyőrbe érkezik. A község előterében kisebb földeken mezőgazdaságot folytatnak, attól független, hogy a régióban az egyik elmaradottabb helység közé tartozik. A községházájánál ér célba a járatok kisebbik fele, némelyek egy kört tesznek az Arany János és a Dózsa György utcákon keresztül. Itt sem ritkák a vendégházak, mivel turisztikailag egy csendes településnek mondható, illetve a természet lágy öle sem messze van innen. Nemrégiben létesítettek kerékpárutat közte és Miskolc között, ami az egykori bükkszentkereszti egysávos aszfalton vezet. Legtöbb járata a Kisgyőrhöz hozzátartozó Mocsolyástelepen fejezi be útját, ahonnét erdei ösvényeken könnyedén elérhető a szomszédos Latorpuszta is.

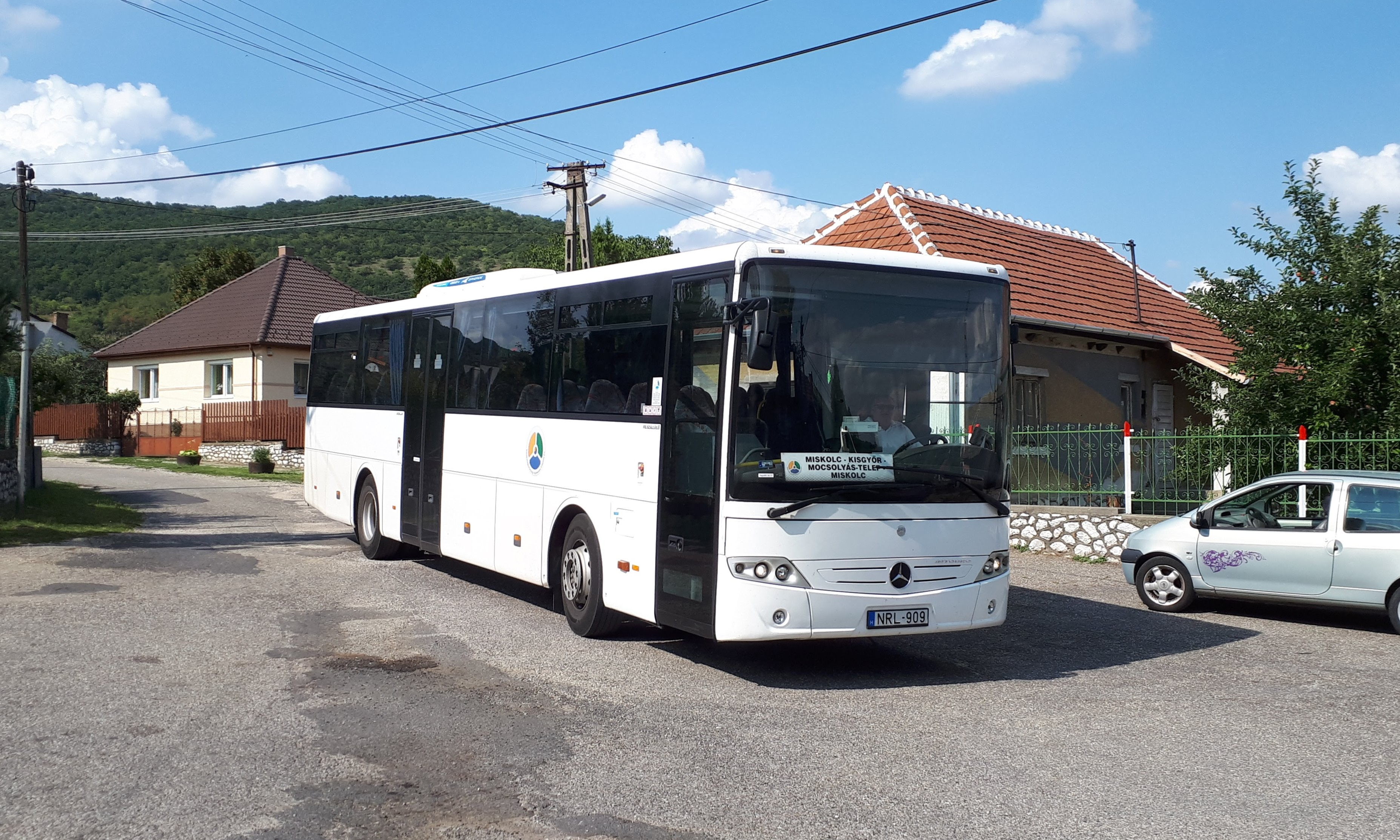
Még az ÉMKK színeiben

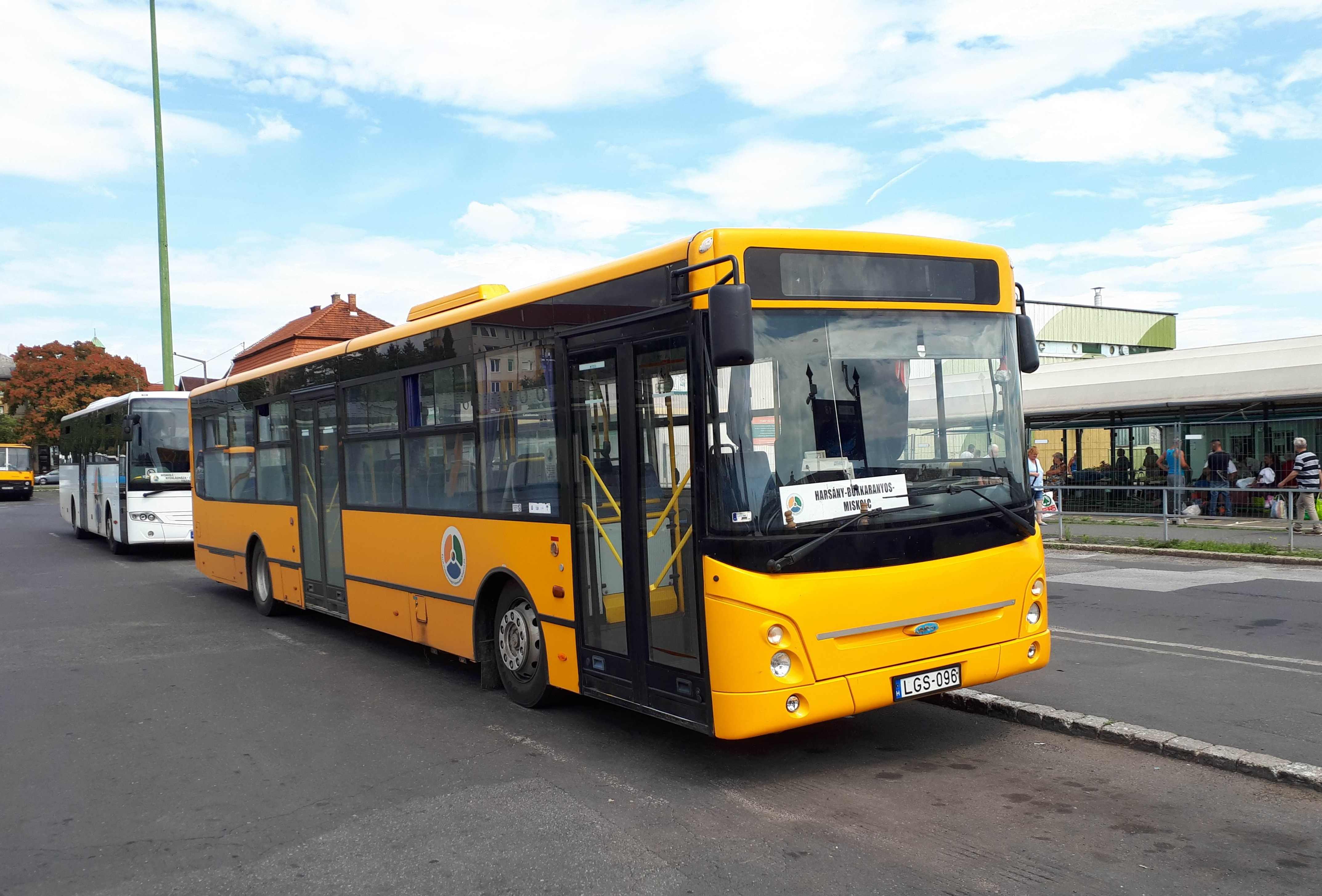
Nem ritkaság – az országban lassan csak a környéken megfigyelhető – ARC busz

## Közlekedése
Indításai minden nap történnek, rendkívül sűrű jelleggel. Miskolc és a Bükkalja ezen részét kezdetek óta más autóbuszvonalak nem kötötték össze, mind Bükkaranyos (3750-es buszok néhány járata is összeköti Miskolccal), mind Harsány és mind Kisgyőr (+ Mocsolyástelep) is végállomás, ahonnan a reggeli órákban többletjáratok is indulnak a megyeszékhelyre.
A Volánbusz Zrt. 2024. december 15-ei menetrendi-módosításával ütemezett menetrendet vezettek be a 3751-es buszokra, melynek részeként új elemként jelenik meg a Tiszai pályaudvarig/-tól a meghosszabbított útvonal kétóránként, valamint műszakváltás idején a Déli Ipari Parkhoz való kitérő. Az eljutások számát növelték, valamint finomhangolták, szükséges időkben járatösszevonásokat hoztak létre. A csúcsidőszakokban korábban gyorsjáratként közlekedett több busz is, a pingyomtetői megállókat kihagyva, mostanra minden járat minden megállót érint.
Ezzel együtt a nyári hétvégéken egy járatpárként közlekedő 3746-os busz vonalvezetését az eddigi Miskolc–Mályi–Nyékládháza–Emőd–Vatta–Bükkábrány–Mezőnyárád–Mezőkövesd–Zsóry–Bogács útvonalról a bükkaljai lakosok számára áthelyezték a Miskolc–Harsány–Bükkábrány–Mezőnyárád–Mezőkövesd–Zsóry–Bogács útvonalra, így útját kicsivel meghosszabbítva, de Bükkaranyosról, Harsányból és Kisgyőrből is kínálnak a buszra csatlakozást. A járat megszűntette azt a tulajdonságát Harsánynak, hogy tömegközlekedésileg zsákfalu, mivel keresztezi azt és az eddig menetrendszerinti buszok által nem járt úton közlekedik.

### Járatfajták
Menetrendjüket nagyban befolyásolja a napszak, az autóbusz telítettsége és hogy egyidőben indul-e a 3 település közül bárhova is busz.
| Induló végállomás  |                                                         | Érkező végállomás |
| ------------------ | ------------------------------------------------------- | ----------------- |
| Miskolc-Tiszai     | – Aut. áll. –                                           | Bükkaranyos       |
| Miskolc-Tiszai     | – Aut. áll. – Bükkaranyos –                             | Harsány           |
| Miskolc-Tiszai     | – Aut. áll. –                                           | Harsány           |
| Miskolc-Tiszai     | – Aut. áll. – Bükkaranyos – Harsány –                   | Kisgyőr           |
| Miskolc-Tiszai     | – Aut. áll. – Bükkaranyos – Harsány – Kisgyőr –         | Mocsolyástelep    |
| Miskolc-Tiszai     | – Aut. áll. – Harsány – Kisgyőr –                       | Mocsolyástelep    |
| Miskolc-Tiszai     | – Aut. áll. – Kisgyőr –                                 | Mocsolyástelep    |
| Miskolc, aut. áll. | – Aut. áll. –                                           | Bükkaranyos       |
| Miskolc, aut. áll. | – Aut. áll. – Déli Ipari Park –                         | Harsány           |
| Miskolc, aut. áll. | – Aut. áll. – Bükkaranyos –                             | Harsány           |
| Miskolc, aut. áll. | – Aut. áll. –                                           | Harsány           |
| Miskolc, aut. áll. | – Aut. áll. – Déli Ipari Park – Bükkaranyos – Harsány – | Kisgyőr           |
| Miskolc, aut. áll. | – Aut. áll. – Déli Ipari Park – Bükkaranyos –           | Kisgyőr           |
| Miskolc, aut. áll. | – Aut. áll. – Bükkaranyos – Harsány –                   | Kisgyőr           |
| Miskolc, aut. áll. | – Aut. áll. – Bükkaranyos –                             | Kisgyőr           |
| Miskolc, aut. áll. | – Aut. áll. – Harsány –                                 | Kisgyőr           |
| Miskolc, aut. áll. | – Déli Ipari Park – Bükkaranyos – Harsány – Kisgyőr –   | Mocsolyástelep    |
| Miskolc, aut. áll. | – Bükkaranyos – Kisgyőr –                               | Mocsolyástelep    |
| Miskolc, aut. áll. | – Bükkaranyos – Harsány – Kisgyőr –                     | Mocsolyástelep    |
| Miskolc, aut. áll. | – Harsány – Kisgyőr –                                   | Mocsolyástelep    |
| Miskolc, aut. áll. | – Kisgyőr –                                             | Mocsolyástelep    |

### Törzsjárművei
A buszvonalon kizárólag szóló busz jelenik meg, mivel Bükkaranyos, Harsány és Kisgyőr buszfordulóiban egyrészt nem férne el a csuklósbusz, másrészt a pingyomtetői emelkedő komoly nehézséget képezne.
- az FLZ-188 rendszámú Volvo Alfa Regio,
- az LMP-233 rendszámú Ikarus E127,
- az LHT-921 rendszámú Credo EC 12,
- az NRL-909 rendszámú Mercedes-Benz Intouro,
- a PIG-495 rendszámú Credo Econell 12 autóbuszok.

| Viszonylat                                          | Indításszám     | Közlekedési rend          |
| --------------------------------------------------- | --------------- | ------------------------- |
| Miskolc-Tiszai pu. ⭠ Bükkaranyos, aut. ford.        | 1 vissza        | tanítási napokon          |
| Miskolc-Tiszai pu. ⭠ Harsány, aut. ford.            | 4 vissza        | tanítási napokon          |
| Miskolc-Tiszai pu. ⭠ Harsány, aut. ford.            | 3 vissza        | tanszünetben munkanapokon |
| Miskolc-Tiszai pu. ⭠ Harsány, aut. ford.            | 1 vissza        | munkaszüneti napokon      |
| Miskolc-Tiszai pu. – Kisgyőr, aut. vt.              | 3 oda, 2 vissza | munkaszüneti napokon      |
| Miskolc-Tiszai pu. – Kisgyőr (Mocsolyástelep), isk. | 7 oda, 6 vissza | tanítási napokon          |
| Miskolc-Tiszai pu. – Kisgyőr (Mocsolyástelep), isk. | 7 pár           | tanszünetben munkanapokon |
| Miskolc-Tiszai pu. – Kisgyőr (Mocsolyástelep), isk. | 7 pár           | szabadnapokon             |
| Miskolc-Tiszai pu. – Kisgyőr (Mocsolyástelep), isk. | 4 pár           | munkaszüneti napokon      |
| Miskolc, aut. áll. – Bükkaranyos, aut. ford.        | 3 oda, 2 vissza | tanítási napokon          |
| Miskolc, aut. áll. – Harsány, aut. ford.            | 8 oda, 6 vissza | munkanapokon              |
| Miskolc, aut. áll. – Harsány, aut. ford.            | 1 pár           | szabadnapokon             |
| Miskolc, aut. áll. – Kisgyőr, aut. vt.              | 9 oda, 7 vissza | tanítási napokon          |
| Miskolc, aut. áll. – Kisgyőr, aut. vt.              | 8 oda, 6 vissza | tanszünetben munkanapokon |
| Miskolc, aut. áll. – Kisgyőr, aut. vt.              | 6 oda, 7 vissza | szabadnapokon             |
| Miskolc, aut. áll. – Kisgyőr, aut. vt.              | 3 pár           | munkaszüneti napokon      |
| Miskolc, aut. áll. – Kisgyőr (Mocsolyástelep), isk. | 5 oda, 6 vissza | tanítási napokon          |
| Miskolc, aut. áll. – Kisgyőr (Mocsolyástelep), isk. | 5 pár           | tanszünetben munkanapokon |
| Miskolc, aut. áll. – Kisgyőr (Mocsolyástelep), isk. | 2 pár           | hétvégén                  |

## Megállóhelyei
| 0 | Miskolc-Tiszai pályaudvar végállomás               | 0.0 km  | 1, 1G, 1VP, 3, 3A, 8, 12G, 21, 30, 31, 101B, 900, 901, 935 1383 3706, 3724, 3726, 3738, 3752, 3753, 3755, 3764 IC, InterRégió, sebesvonat, személyvonat – Miskolc-Tiszai (80, 90, 92, 94) 1, 1A, 2 |
| 1 | Miskolc, Selyemrét                                 | 0.8 km  | 1, 1G, 1VP, 3, 7, 12G, 14G, 20, 21, 21G, 30, 31, 32, 34G, 35, 35G, 900, 901, 935, Auchan 1 3706, 3724, 3726, 3738, 3752 1, 1A, 2 |
| 2 | Miskolc, autóbusz-állomás vonalközi végállomás     | 2.1 km  | 1, 1G, 3, 3A, 4, 7, 11, 12G, 20, 20A, 24, 28, 32, 34G, 35, 43, 44, 45, 101B, 900, 914, 935 1050, 1053, 1369, 1370, 1372, 1373, 1374, 1375, 1376, 1377, 1380, 1381, 1383, 1384, 1410, 1411 3700, 3701, 3702, 3703, 3704, 3705, 3706, 3707, 3708, 3709, 3710, 3711, 3712, 3714, 3715, 3716, 3717, 3718, 3719, 3720, 3721, 3722, 3723, 3724, 3726, 3727, 3728, 3729, 3730, 3731, 3733, 3734, 3735, 3736, 3737, 3738, 3739, 3740, 3741, 3742, 3743, 3744, 3745, 3746, 3747, 3748, 3749, 3750, 3752, 3753, 3754, 3755, 3757, 3760, 3761, 3764, 3765, 3766, 3767, 3770, 3772, 3773, 3774, 3775, 3776, 3777, 4019 |
| 3 | Miskolc, Vörösmarty út (↓)                         | 3.1 km  | 3A, 14G, 21, 21G, 24, 32, 35, 45, 901, Auchan 1 1050, 1369, 1370, 1372, 1375, 1376, 1377, 1380, 1381 3738, 3739, 3740, 3741, 3742, 3743, 3744, 3745, 3746, 3747, 3748, 3749, 3750, 3752, 4019 |
| ∫ | Miskolc, Corvin utca (↑)                           | ∫       | 20, 20A, 28, 34, 35, 43, 44, Auchan 1 1369, 1370, 1372, 1375, 1376, 1377, 1410 3738, 3739, 3740, 3741, 3742, 3743, 3744, 3745, 3746, 3747, 3748, 3749, 3750, 3752, 4019 |
| 4 | Miskolc, Lévay József utca (↓)                     | 3.8 km  | 4, 30, 31, 32, 35G, 45 1369, 1370, 1377, 1381 3738, 3739, 3740, 3741, 3742, 3743, 3744, 3745, 3746, 3747, 3748, 3749, 3750, 3752, 4019 |
| ∫ | Miskolc, SZTK rendelő (↑)                          | ∫       | 14, 20, 20A, 21, 30, 31, 34, 36, 43, 44, 900, 914, 935 1369, 1370, 1377 3738, 3739, 3740, 3741, 3742, 3743, 3744, 3745, 3746, 3747, 3748, 3749, 3750, 3752, 4019 |
| 5 | Miskolctapolcai elágazás                           | 5.2 km  | 4, 14, 20, 20A, 24, 30, 32, 34, 36, 43, 44, 45, 900, 914, 935 1050, 1369, 1370, 1372, 1373, 1374, 1375, 1376, 1377, 1380, 1381, 1410, 1411 3738, 3739, 3740, 3741, 3742, 3743, 3744, 3745, 3746, 3747, 3748, 3749, 3750, 3752, 4019 |
| 6 | Miskolc (Hejőcsaba), gyógyszertár                  | 6.4 km  | 4, 14, 43, 44, 45, 900, 914 1377, 1381 3738, 3739, 3740, 3741, 3742, 3743, 3744, 3745, 3746, 3747, 3748, 3749, 3750, 3752, 4019 |
| 7 | Miskolc (Hejőcsaba), cementgyár                    | 7.0 km  | 4, 14, 43, 44, 45, 900, 914 1377, 1381 3738, 3739, 3740, 3741, 3742, 3743, 3744, 3745, 3746, 3747, 3748, 3749, 3750, 3752, 4019 |
| 8 | Miskolc, Görömböly bejárati út (↓)                 | 7.8 km  | 4, 43, 44, 53 1377, 1381 3738, 3739, 3740, 3741, 3742, 3743, 3744, 3745, 3746, 3747, 3748, 3749, 3750, 3752, 4019 |
| 9 | Miskolc, harsányi útelágazás (↓)                   | 8.6 km  | 4, 43, 44, 53 1050, 1369, 1372, 1375, 1376, 1377, 1381 3738, 3739, 3740, 3741, 3742, 3743, 3744, 3745, 3746, 3747, 3748, 3749, 3750, 3752, 4019 |
| Tanítási napokon 9; tanszünetben munkanapokon 8; hétvégén 6 járat által érintett.                                     |                                                    |         | |
| ∫ | Miskolc, Déli Ipari Park                           | ∫       | 43, 44, 45, 53 1377, 1381 3743, 3749, 3752, 4019 |
| ∫ | Miskolc, harsányi útelágazás (↑)                   | ∫       | 4, 43, 44, 53 1050, 1369, 1372, 1375, 1376, 1377, 1381 3738, 3739, 3740, 3741, 3742, 3743, 3744, 3745, 3746, 3747, 3748, 3749, 3750, 3752, 4019 |
| 10 | Agyagbánya, bejárati út                            | 11.1 km | 3746 |
| 11 | Pingyom Virága Kertszövetkezet                     | 12.1 km | 3746 |
| 12 | Kertszövetkezet, bejárati út                       | 12.6 km | 3746 |
| 13 | Pingyomtető, felső kapu                            | 13.5 km | 3746 |
| 14 | Pingyomtető, alsó kapu                             | 14.8 km | 3746 |
| 15 | Bükkaranyos, Csárdalapos                           | 15.8 km | 3746 |
| 16 | Bükkaranyosi elágazás                              | 16.4 km | 3746 |
| Munkanapokon 38; szabadnapokon 32; munkaszüneti napokon 24 járat által érintett.                                      |                                                    |         | |
| ∫ | Bükkaranyos, Ifjúság út                            | ∫       | |
| ∫ | Bükkaranyos, Petőfi utca 1.                        | ∫       | |
| ∫ | Bükkaranyos, községháza                            | ∫       | 3750 |
| ∫ | Bükkaranyos, Petőfi utca 115.                      | ∫       | 3750 |
| ∫ | Bükkaranyos, autóbusz-forduló vonalközi végállomás | ∫       | 3750 |
| ∫ | Bükkaranyos, Petőfi utca 115.                      | ∫       | 3750 |
| ∫ | Bükkaranyos, községháza                            | ∫       | 3750 |
| ∫ | Bükkaranyos, Petőfi utca 1.                        | ∫       | |
| ∫ | Bükkaranyos, Ifjúság út                            | ∫       | |
| 16 | Bükkaranyosi elágazás                              | 16.4 km | 3746 |
| 17 | Kisgyőri elágazás                                  | 17.7 km | 3746 |
| Tanítási napokon 47; tanszünetben munkanapokon 43; szabadnapokon 31/32; munkaszüneti napokon 24 járat által érintett. |                                                    |         | |
| ∫ | Harsány, Jókai utca 28.                            | ∫       | 3746 |
| ∫ | Harsány, Kossuth utca 122.                         | ∫       | 3746 |
| ∫ | Harsány, autóbusz-forduló vonalközi végállomás     | ∫       | 3746 |
| ∫ | Harsány, Kossuth utca 122.                         | ∫       | 3746 |
| ∫ | Harsány, Jókai utca 28.                            | ∫       | 3746 |
| 17 | Kisgyőri elágazás                                  | 17.7 km | 3746 |
| 18 | Kisgyőr, autóbusz-váróterem vonalközi végállomás   | 23.6 km | |
| Tanítási napokon 3; tanszünetben munkanapokon 2 járat által érintett.                                                 |                                                    |         | |
| ∫ | Kisgyőr, óvoda                                     | ∫       | |
| ∫ | Kisgyőr, Dózsa György utca                         | ∫       | |
| ∫ | Kisgyőr, iskola                                    | ∫       | |
| 18 | Kisgyőr, autóbusz-váróterem vonalközi végállomás   | 23.6 km | |
| 19 | Kisgyőr, posta                                     | 23.8 km | |
| 20 | Kisgyőr, újtelep                                   | 24.5 km | |
| 21 | Kisgyőr, Sövénykút                                 | 25.5 km | |
| 22 | Bükkszentkereszti elágazás                         | 26.8 km | |
| 23 | Kisgyőr (Mocsolyástelep), iskola végállomás        | 27.9 km | |